# Vox Lux
Vox Lux: O Preço da Fama (em inglês:  Vox Lux) é um filme estadunidense dos gêneros musical e drama, dirigido e escrito por Brady Corbet e estrelado por Natalie Portman, Jude Law, Raffey Cassidy, Stacy Martin e Jennifer Ehle. 
O filme teve a sua estreia mundial no 75.º Festival Internacional de Cinema de Veneza em 4 de setembro de 2018 e foi lançado nos cinemas em 7 de dezembro de 2018, pela Neon.

## Elenco
- Natalie Portman como Celeste
  - Raffey Cassidy como a jovem Celeste
- Jude Law como o diretor
- Stacy Martin como Eleanor, irmã mais velha de Celeste
- Jennifer Ehle como Júlia, a publicitária
- Willem Dafoe como o narrador[1]
- Maria Dizzia como Ms. Dwyer
- Christopher Abbott
- Meg Gibson como a mãe de Celeste
- Daniel Londres como o pai Cliff
- Michael Richardson como o músico
- Matt Servitto como o pai de Celeste
- Leslie Silva como o estilista

## Produção
Em agosto de 2016, foi anunciado Brady Corbet iria escrever e dirigir o filme, e Christine Vachon, David Hinojosa e Brian Young produziriam-no em suas produtoras Killer Films e Three Six Zero Group, respectivamente. No mês seguinte, Rooney Mara juntou-se ao elenco do filme, ao passo que Sia foi contratado para compor as músicas. Em outubro, Jude Law foi contratado.
Em janeiro de 2017, Stacy Martin confirmou a sua participação na obra. No mesmo mês do ano seguinte, Natalie Portman substituiu Mara e ficou com o papel principal. Em fevereiro, Raffey Cassidy foi contratada para interpretar a jovem Celeste. Em agosto de 2018, foi anunciado que a Sia e Scott Walker comporiam a trilha sonora do filme.
As filmagens começaram em 1 de fevereiro de 2018.

## Recepção
Vox Lux tem recebido elogios da crítica, com ênfase na atuação de Portman, a qual os críticos consideraram ser uma de suas melhores até à data. No Rotten Tomatoes, o filme tem um índice de aprovação de 59% com base em 161 avaliações, com uma nota média de 6.4/10. O consenso do site diz: "Vox Lux investiga as seduções e armadilhas da celebridade moderna com grande inteligência e estilo visual, todos mantidos juntos por uma elevada atuação de Natalie Portman". Metacritic dá-lhe uma pontuação média de 68 de 100, baseada em 35 de avaliações, indicando "aclamação universal".